# Örebro kommunvapen

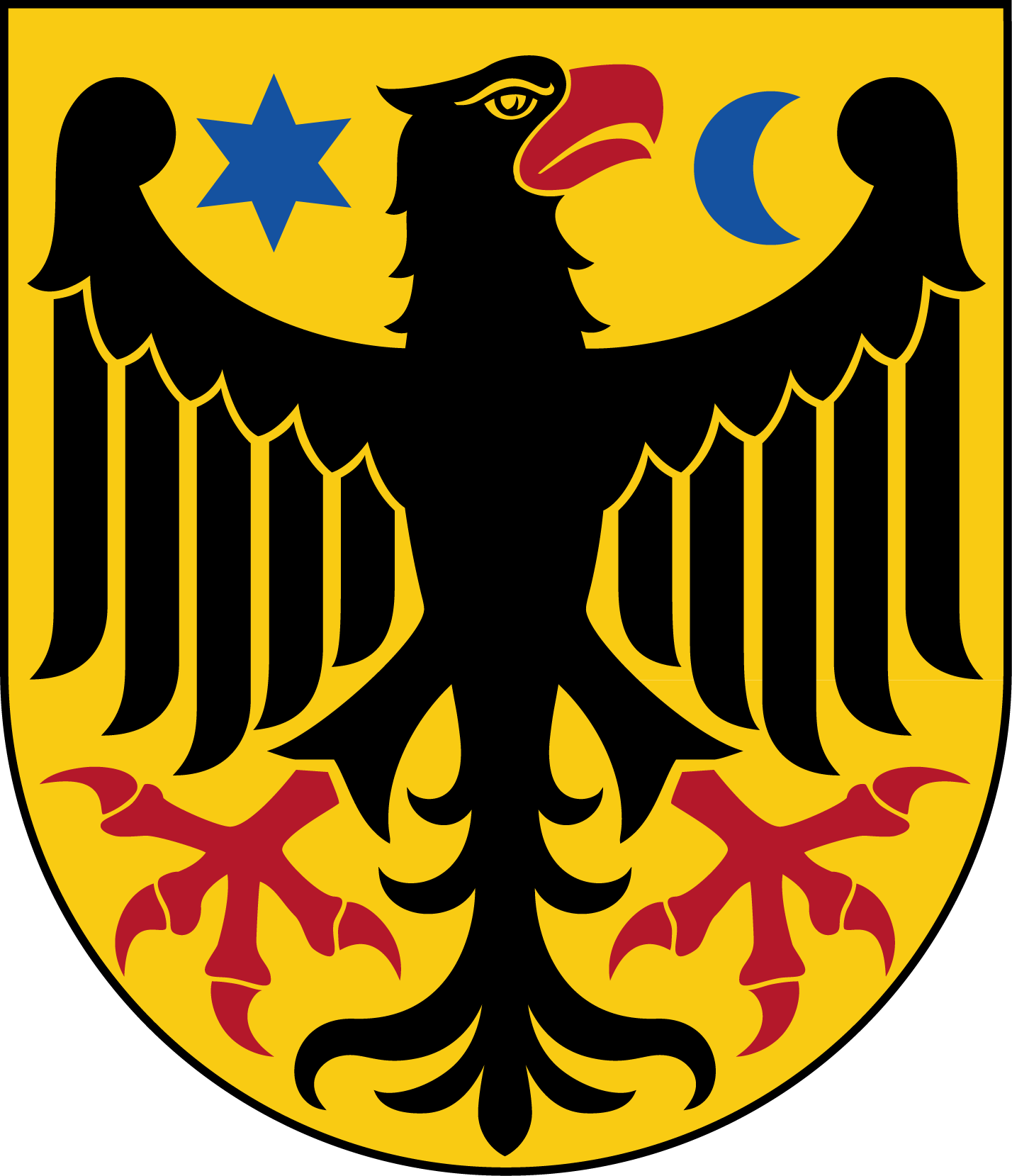
Örebro kommunvapen med en fläkt örn på gyllene fält

Örebro kommunvapen har gällt för Örebro stad sedan gammalt, stadens äldsta kända sigill från 1331 visar örnen och månen, och vapnet registrerades för den nybildade Örebro kommun på 1970-talet.

## Blasonering
Örebro kommunvapens blasonering: I fält av guld en till vänster seende svart örn med näbb och fötter röda, åtföljd till höger om huvudet av en sexuddig stjärna och till vänster om detta av en avtagande måne, båda blå. 
En äldre blasonering har sakligt samma lydelse, utom att månens orientering inte nämns: En på guldfärg anbragt till vänster seende svart örn med röd näbb och röda fötter, åtföljd till höger om huvudet av en blå sexuddig stjärna och till vänster av en halvmåne i samma färg.

## Bakgrund
Örebro sigill från 1331 visar örnen i en sköld, varför man kan konstatera att det redan då rörde sig om ett vapen för staden. Även månen är med, och den var såväl då som när vapnets blasonering fastställdes av Kungl. Maj:t (regeringen) den 30 juli 1915 (den äldre av blasoneringarna ovan) framställd som avtagande i de bilder som gjordes. När samma vapen skulle registreras för den nya kommunen 1974, enligt de nya regler som då hade införts för skydd av svenska kommunvapen, så valde man att precisera månens fas även i blasoneringen. Månen och stjärnan har inte alltid funnits med, men i 1915 års blasonering lades fast att de skulle finnas där. Någon symbolisk betydelse har de dock inte, sannolikt finns de bara med i vapnet för att skilja Örebro vapen från andra vapen med örnmotiv. Örnen kan ha tillkommit på grund av tyskt inflytande under medeltiden eller möjligen på grund av ljudlikheten örn-Örebro.
Det är inte vanligt att bilden i ett vapen är vänd åt heraldisk vänster som örnen i Örebro vapen. Om månen vore vänd åt andra hållet hade den varit tilltagande, något som i heraldiken ofta används för att symbolisera framgång och tillväxt. Man har därför ofta antagit att hela vapenbildens orientering kan bero på ett misstag av sigillgravören – en sigillstamp skall ju graveras med en spegelvänd bild, så att bilden sedan blir rättvänd när man använder stampen för att sätta sitt sigill på brev och andra handlingar. Redan på 1920-talet presenterades denna hypotes av Levi Rickson.

## Vapen för tidigare kommuner inom den nuvarande kommunen
Stora Mellösa landskommun bildades som kommun 1946 och fick sitt vapen fastställt 1952. Blasoneringen löd: "Sköld delad av guld, vari två bjälkvis ordnade, blå årderbillar, och av blått, vari en roddbåt, från vars mitt ett latinskt kors med utböjda övre armar uppskjuter mellan två från samma punkt snett uppskjutande åror, allt av guld". Vapnet upphörde när kommunen lades samman med Örebro vid årsskiftet 1970/71.

Stora Mellösa landskommun (1952-1970)